# Storthyngura magnispinis
Storthyngura magnispinis is een pissebed uit de familie Munnopsidae. De wetenschappelijke naam van de soort is voor het eerst geldig gepubliceerd in 1908 door Harriet Richardson.